# Xã Hubbard, Quận Trumbull, Ohio
Xã Hubbard (tiếng Anh: Hubbard Township) là một xã thuộc quận Trumbull, tiểu bang Ohio, Hoa Kỳ. Năm 2010, dân số của xã này là 13.528 người.